# Lucas Fernandes
Lucas Fernandes (* 24. April 1994 in União dos Palmares, AL) ist ein brasilianischer Fußballspieler.

## Karriere
Fernandes erhielt seine fußballerische Ausbildung unter anderem beim Fluminense FC. Hier schaffte er den Sprung in den Profikader zunächst nicht. Der Spieler wurde zur Saison 2015 ausgeliehen um Erfahrung zu sammeln.
Sein erstes Spiel als Profi bestritt Fernandes mit dem Bonsucesso FC in der Staatsmeisterschaft von Rio de Janeiro. Am 4. Februar 2015 spielte von Beginn an gegen den Bangu AC bis zur 72. Minute. Sein erstes Tor als Profi erzielte er am 25. März 2015 auch in der Staatsmeisterschaft gegen den Madureira EC in der 61. Minute zur 0:1-Führung (Endstand 1:1). In seiner Zeit bei Bonsucesso bestritt er in der Staatsmeisterschaft 11 Spiele und erzielte ein Tor.
Nach der Staatsmeisterschaft wurde Fernandez weiter verliehen an den Luverdense EC. Mit diesem bestritt er sein erstes Spiel im Ligabetrieb. In der Série B spielte er am 31. Mai 2015 gegen den Macaé Esporte FC. In dem Spiel wurde er in der 73. Minute eingewechselt. Das erste Ligator erzielte der Spieler am 30. September 2015 in der 62. Minute zum 0:1 Endstand gegen den Ceará SC. Zum Saisonende verließ er den Klub Richtung Avaí FC. Mit diesem startete er in die Saison 2016. Nach insgesamt 28 Spielen und drei Toren in verschiedenen Wettbewerben, verlieh ihn FLU weiter an Athletico Paranaense. Hier spielte er 2016 in der Série A, kehrte 2017 für Spiele in der Staatsmeisterschaft und der Primeira Liga zu FLU zurück, um die Meisterschaft wieder als Leihgabe bei Athletico Paranaense zu bestreiten.
2018 wurde Fernandes direkt für die Spiele in der Staatsmeisterschaft an den Paraná Clube ausgeliehen. Für die Meisterschaftsrunde musste der Spieler dann zum EC Vitória wechseln, an den er bis Saisonende ausgeliehen wurde. Auch für 2019 spielte Fernandes keine Rolle in den Planungen von FLU und wurde wieder ausgeliehen. Er ging für ein Jahr nach Japan zum Hokkaido Consadole Sapporo. Der Vertrag mit FLU läuft Ende 2019 aus. Sein erstes Pflichtspiel für Sapporo bestritt Fernandes in J1 League. Am 22. Februar 2019, dem ersten Spieltag der Saison 2019, wurde er im Auswärtsspiel gegen Shonan Bellmare in der 76. Minute eingewechselt. Sein erstes Tor für den Klub erzielte er im J. League Cup, dem japanischen Ligapokal. Wieder traf sein Klub im Gruppenspiel am 21. Mai 2019 auf Shonan Bellmare. In Der Partie stand Fernandes in der Anfangsformation und erzielte in der 39. Minute den 1:0-Führungstreffer (Endstand 2:2). Im Ligabetrieb erzielte Fernandes am 30. Spieltag, am 1. November 2019, einen Treffer. Im Heimspiel gegen Nagoya Grampus traf er in der 86. Minute zum 3:0–Endstand. Am Ende der Meisterschaft belegte sein Klub den zehnten Platz. Nach seiner Ausleihe wurde er Anfang 2020 von Sapporo fest verpflichtet. Nach vier Spielzeiten wechselte er im Januar 2024 zum ebenfalls in der ersten Liga spielenden Cerezo Osaka.